# Edward Shearmur
Edward Shearmur, Ed Shearmur (ur. 28 lutego 1966 w Londynie) – brytyjski kompozytor muzyki filmowej.
Urodził się w Londynie, wieku siedmiu lat trafił do chłopięcego chóru w Westminster Cathedral. Uczył się w Eton College i Royal College of Music oraz University of Cambridge. Następnie pracował jako asystent Michaela Kamena przy filmach Licencja na zabijanie, Szklana pułapka, Zabójcza broń i Don Juan DeMarco. Za film Betonowy ogród otrzymał nagrodę na Festiwalu Filmowym w Berlinie. Pracował przy filmach Aniołki Charliego, Szkoła uwodzenia, Species II i K-PAX.
Jako fan muzyki rockowej współpracował z Erikiem Claptonem, Annie Lennox, Pink Floyd, Marianne Faithfull, Bryanem Adamsem, Echo & the Bunnymen, Jimmym Page’em i Robertem Plantem.